# Wattmérő

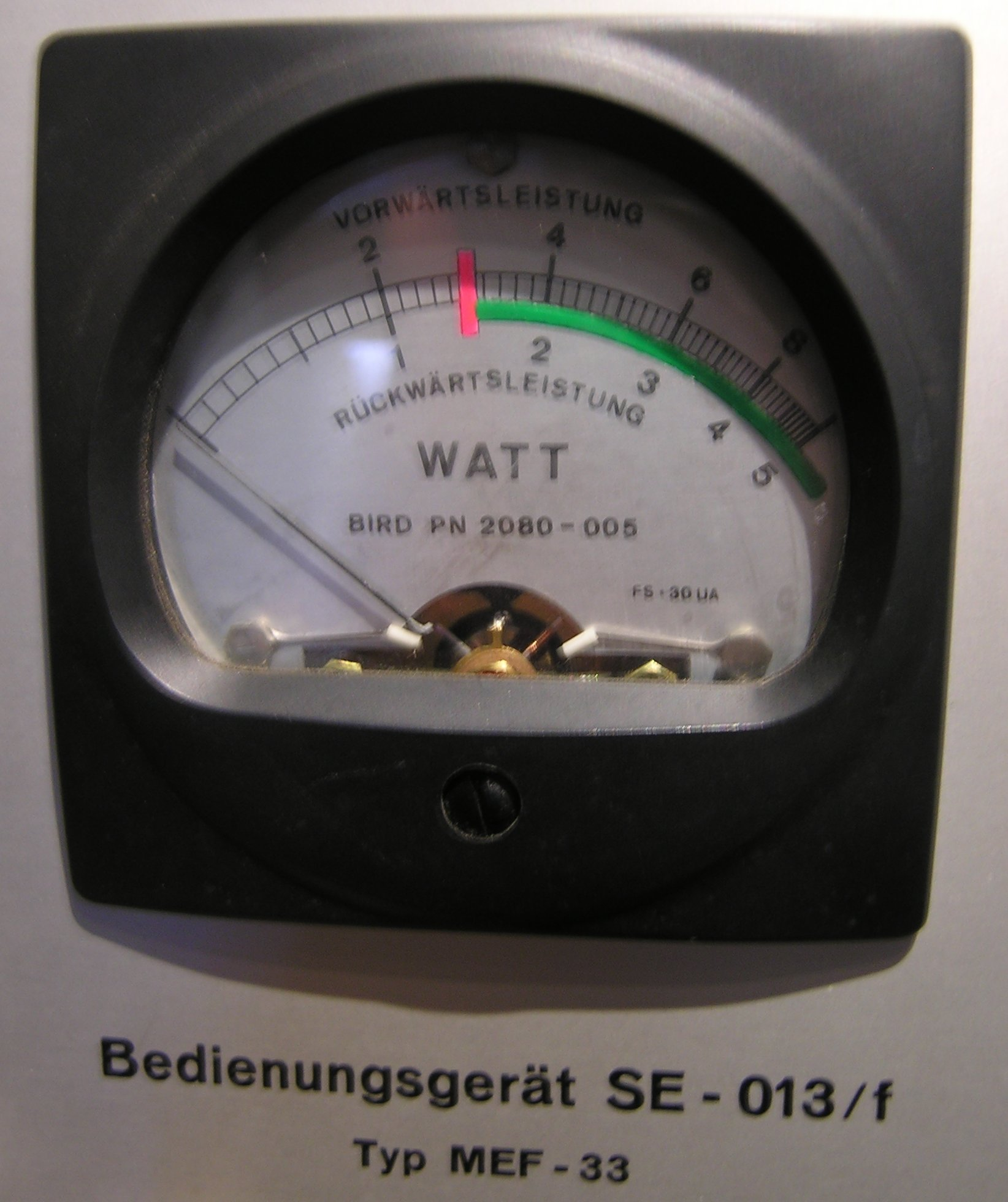
Wattmérő

Wattmérő a villamos hatásos teljesítmény, vagy meddő teljesítmény mérésére alkalmas műszer.

## Kivitele
- Elektrodinamikus műszer
- Ferrodinamikus műszer